# FRK Atletas Kaunas
FRK Atletas Kaunas was een handbal- en voetbalclub uit de Litouwse stad Kaunas. De huidige club werd in 2005 als LKKA ir Teledema Kaunas opgericht.

## Historie
Direct na de Tweede Wereldoorlog werd er op het cultureel instituut in Kaunas (KKI) een sportclub opgericht. In 1946 werd voetbal toegevoegd en een team van KKI speelde sinds 1948 in de hoogste afdeling van de Litouwse SSR. In 1962 werd de naam Atletas aangenomen en in 1973 speelde twee teams (Atletas en KKI) van de club in de hoogste SSR afdeling.
Na de onafhankelijkheid van de Sovjet-Unie werd in 1990 de naam Vytis aangenomen. In 1991 ging de club samen met FK Inkaras als Vytis-Inkaras maar een jaar later werd de samenwerking weer ongedaan gemaakt. Om sponsorredenen werd de naam in 1994 Volmeta-KKI. In 1996 werd de naam weer Atletas en van 1998 tot en met 2000 en, na een korte onderbreking, ook in 2001 werd een nieuwe samenwerking met Inkaras aangegaan als Inkaras-Atletas. Van 2000 tot en met 2001 speelde ook het tweede team op het tweede niveau. Van 2003 tot 2006 speelden zowel het KKI (ondertussen LKKA) als Atletas met een eigen team.
De LKAA had in 2005 een aparte club voor handbal en voetbal opgericht die gesponsord werd door telecombedrijf Teledema. Dit team deed het in de 1 Lyga ook beter dan Atletas en vanaf 2007 was dit het enige team dat speelde. In 2009 promoveerde de club naar de A Lyga omdat FBK Kaunas en FK Atlantas zich vrijwillig hadden teruggetrokken. Dit is het eerste seizoen voor de club op het hoogste niveau. In 2010 werd de huidige naam aangenomen. De club kreeg zes punten in mindering en werd laatste in 2010 en degradeerde weer. Na het seizoen 2011 hield de voetbalafdeling op te bestaan.
Omdat in 2012 ook stadgenoot FBK ophield te bestaan heeft de Litouwse voetbalbond met steun van de gemeente Kaunas een jeugdselectie van de Nacionalinės futbolo akademijos (NFA) ingeschreven voor de 1 Lyga om in Kaunas dit seizoen toch een voetbalclub te hebben in een professionele competitie.
De handbalafdeling speelt in 2012 als FRK Atletas-Gaja.

## Historische namen
- 1948: KKI Kaunas
- 1962: Atletas Kaunas
- 1990: Vytis Kaunas
- 1994: Volmeta Kaunas (Volmeta-KKI Kaunas)
- 1996: Atletas Kaunas
- 2003: LKKA-Atletas Kaunas
- 2004: LKKA
- 2005: FRK LKKA ir Teledema
- 2010: Atletas